# Посольство України в Туреччині

Консульські округи України в Туреччині

Посольство України в Турецькій Республіці — дипломатична місія України в Туреччині, знаходиться в Анкарі.

## Завдання посольства
Основне завдання Посольства України в Анкарі представляти інтереси України, сприяти розвиткові політичних, економічних, культурних, наукових та інших зв'язків, а також захищати права та інтереси громадян і юридичних осіб України, які перебувають на території Туреччини.
Посольство сприяє розвиткові міждержавних відносин між Україною і Туреччиною на всіх рівнях, з метою забезпечення гармонійного розвитку взаємних відносин, а також співробітництва з питань, що становлять взаємний інтерес. Посольство виконує також консульські функції.

## Історія дипломатичних відносин

Посольство УНР в Османській імперії. Стамбул. 1919

Османська імперія підписала 9 лютого 1918 Берестейський мир, визнаючи Українську Народну Республіку як незалежну і суверенну державу. Цей договір Османська імперія ратифікувала 22 серпня 1918 року. Українська Держава і Османська імперія обмінялися посольствами: послом у Стамбулі за Гетьманату був Суковкін Михайло Акінфійович (1918), за Директорії Лотоцький Олександр Гнатович (1919/20) та Токаржевський-Карашевич Ян (1920/21), а радниками посольства — Люцій Кобилянський і Василь Мурський, секретарем — Оксана Лотоцька. За гетьманату головою османського посольства у Києві був Ахмед Мухтар-бей. 1919 в Стамбулі видано публікацію «Ukrayna ve Türkiye», З 1921 по 1935 рік представництво екзильного уряду УНР в Стамбулі очолював Василь Мурський, який у 1930 році видав працю «Ukrayna ve istiklâl müca hedeler».
До складу Посольства УНР та УД в Османської імперії (Туреччині) входили:
- Люцій Кобилянський — радник,
- князь Тенішев — секретар,
- полковник Г. Стеблін-Камінський — другий серктар,
- сотник М. Любимський — другий секретар,
- полковник О. Хоруженко — старший аташе,
- полковник Ф. Пономаренко — старший аташе,
- поручик О. Ратгавз — молодший аташе,
- хорунжий Я. Москаленко — молодший аташе,
- полковник ґенерального штабу В. Василіїв — військовий аташе,
- капітан 1-го рангу О. Зарудний — морський аташе,
- генерал-майор Леонтій Родцевич-Плотницький.

Після відновлення державної незалежності України 24 серпня 1991 року, Туреччина визнала Україну 16 грудня 1991 року. 20 листопада 1991 року між Україною та Туреччиною були встановлені консульські відносини. 3 лютого 1992 року був підписаний Протокол про встановлення дипломатичних відносин між двома країнами. 3 квітня 1992 року в Києві було відкрите Посольство Туреччини. 3 січня 1993 року в Анкарі розпочало роботу Посольство України. В Стамбулі функціонує Генеральне консульство України, в Ізмірі та Анталії — почесні консульства.
9 листопада 2024 року в турецькому місті Адана почало працювати нове почесне консульство України. 

## Керівники дипломатичної місії
1. Джалалій Филон Прокопович (1648)
2. Мужиловський Силуян Андрійович (1649)
3. Левицький Микола Григорович (1918)
4. Суковкін Михайло Акінфійович (1918)
5. Лотоцький Олександр Гнатович (1919—1920)
6. Токаржевський-Карашевич Іван Степанович (1920—1921)
7. Фрунзе Михайло Васильович (1921—1922)
8. Мурський Володимир Васильович (1921—1935)
9. Турянський Ігор Мефодійович (1992—1997)
10. Шовкопляс Олексій Володимирович (1997)
11. Моцик Олександр Федорович (1997—2001)
12. Долгов Ігор Олексійович (2002—2004)
13. Міщенко Олександр Павлович (2005—2008)
14. Корсунський Сергій Володимирович (2008[3]-2016[4])
15. Сибіга Андрій Іванович (2016—2021)[5]
16. Боднар Василь Миронович (2021-2024)
17. Джелял Наріман Енверович (2025-)[6]

## Генеральне консульство України в Стамбулі
- Адреса: Adakale Sokak No: 13, Şenlikköy, Florya-Bakırköy Стамбул

### Генеральні консули вСтамбулі
1. Міщенко Олександр Павлович (1996—2000)
2. Демченко Руслан Михайлович (2000—2003)
3. Кириченко Микола Миколайович (2003—2006)
4. Пузирко Володимир Михайлович (2006—2010)
5. Яременко Богдан Васильович (2010—2013)
6. Кравченко Сергій Миколайович (2013—2015) в.о.[7]
7. Боднар Василь Миронович (2015[8] -2017[9])
8. Гаман Олександр Віталійович (2017[10]-2021)
9. Недільський Роман Богданович (з 2021)

## Почесне консульство України в Ізмірі
Закрито в 2018 році
- Адреса: Talat Paşa Bulvarı No:53 Kat:2 Daire:5 Alsancak, Ізмір
- Сайт: http://ukraynaizmir.com [Архівовано 21 травня 2019 у Wayback Machine.]

## Консульство України в Анталії
Урочисто відкрите Президентом України 04.11.2018.
Прийом громадян з консульських питань організований, з 1 липня 2020 року запроваджено онлайн реєстрацію (Е-чергу), https://online.mfa.gov.ua/ [Архівовано 23 січня 2022 у Wayback Machine.]. 
- Адреса:

Çaybaşı mahallesi, 1350 sokak №24 Muratpaşa, Анталія  07100, Турецька Республіка